# Jan Zamoyski (malarz)

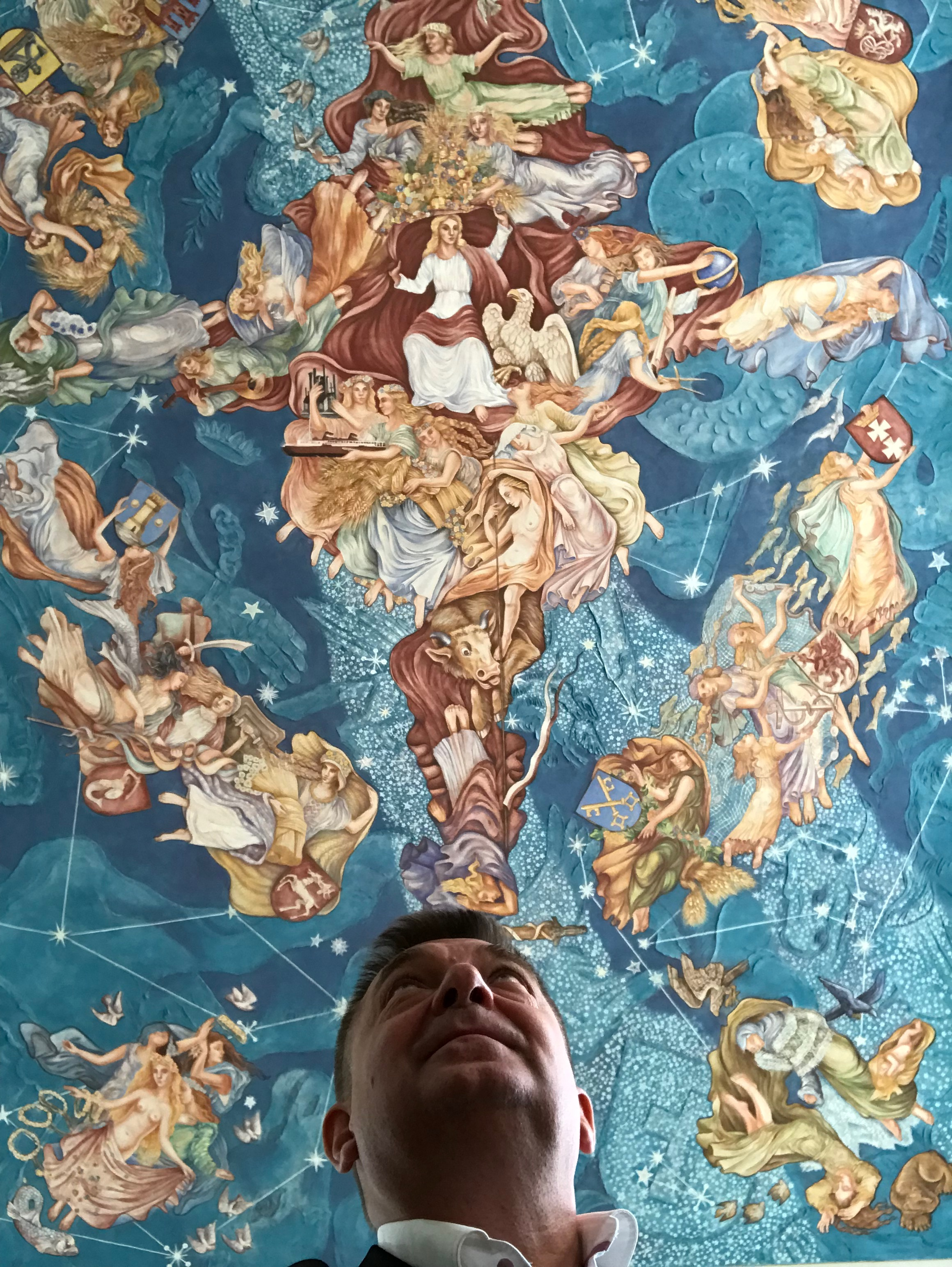
Zrekonstruowane Niebo polskie z 1939 w auli dawnego Gimnazjum Polskiego w Gdańsku, autorstwa Jana Zamoyskiego i Bolesława Cybisa

Jan Zamoyski (ur. 22 maja 1901 w Kazimierzy Wielkiej, zm. 7 lutego 1986 w Warszawie) – polski malarz i scenograf. Współzałożyciel i prezes „Bractwa św. Łukasza”. Podporucznik piechoty Wojska Polskiego II RP. W okresie PRL działacz Związku Polskich Artystów Plastyków.

## Życiorys
W latach 1921–1922 kształcił się w Miejskiej Szkole Sztuk Zdobniczych w Warszawie. Następnie w okresie 1923–1928 studiował w stołecznej Szkole Sztuk Pięknych w pracowni Tadeusza Pruszkowskiego. Po studiach przebywał przez rok we Włoszech.
Był współzałożycielem grupy artystycznej „Bractwo św. Łukasza”. Należał do zwolenników malarstwa realistycznego i z niechęcią odnosił się do awangardy malarskiej. Uczestniczył wraz z innymi członkami „Bractwa” w wielu wystawach malarstwa w kraju i za granicą.
Od 1933 do 1935 był scenografem Operetki Warszawskiej. W latach 1934–1937 wraz z Bolesławem Cybisem stworzył fresk Bolesław Chrobry wytyczający granice Polski na Odrze w holu gmachu Wojskowego Instytutu Geograficznego w Warszawie. W 1936 był jednym z projektantów wnętrz transatlantyku MS Batory. Ponadto wraz z dziesięcioma członkami „Bractwa” uczestniczył w tworzeniu cyklu siedmiu obrazów z dziejów Polski, przeznaczonych na Wystawę Światową 1939 w Nowym Jorku. Niedługo przed
agresją Niemiec na Polskę wspólnie z Bolesławem Cybisem namalował w auli Gimnazjum Polskiego w Gdańsku patriotyczny fresk Niebo polskie.
We wrześniu 1939 został zmobilizowany. Uczestniczył w walkach w obronie Wybrzeża. Pozostały okres II wojny światowej spędził w niewoli jenieckiej w Oflagu II B Arnswalde. Zajmował się tam m.in. działalnością oświatową.
Po kapitulacji Niemiec współpracował jako scenograf z teatrem kierowanym przez Leona Schillera w Lingen (Ems). W okresie 1946–1947 był tam także kierownikiem artystycznym teatru kukiełkowego 1 Dywizji Pancernej.
Po powrocie do kraju zaangażował się w działalność Związku Polskich Artystów Plastyków.
W 1953 wykonał polichromię kamienicy Gagatkiewicza na Rynku Starego Miasta 40 w Warszawie. Rok później namalował panneau w foyer Sali Kameralnej Filharmonii Narodowej. Ponadto wraz z Edwardem Kokoszką stworzył fryz w siedzibie Polskiej Akademii Nauk i plafon w teatrze dziecięcym w Pałacu Kultury i Nauki.
W latach 50. i wczesnych 60. XX wieku uprawiał malarstwo utrzymane głównie w konwencji socrealizmu. Spod jego pędzla wyszły m.in. portrety Stalina, Lenina, Dzierżyńskiego, Gomułki i Spychalskiego. W latach 60. uprawiał również malarstwo religijne i uczestniczył w wystawach sztuki sakralnej.
Wiele jego prac znajduje się w zbiorach m.in. warszawskiego Muzeum Wojska Polskiego i Muzeum Historycznego m.st. Warszawy.
Po śmierci został pochowany został na cmentarzu Powązkowskim (kwatera 3-1-15).

## Wybrana twórczość

### Malarstwo
- Głowa Żyda, 1926
- Gitarzysta, 1927
- Wyłażący z ramy, 1927
- Rzucewo, 1927
- Niewidomy z dzbanem, 1928
- Pogorzelcy lub Wygnańcy, 1928
- Człowiek z rybą, 1929
- Kobieta z palmą, lata 20.
- Portret pani W., 1930
- Niania, 1931
- Trzy gracje, 1931
- Madonna kąpiąca, 1936
- Mała gosposia, 1939

## Odznaczenia
- Medal 10-lecia Polski Ludowej, 1955[4]

## Uwaga
1. ↑  Fresk Niebo polskie został zniszczone tuż po wkroczeniu do Gdańska wojsk niemieckich. W 2018 po 78. latach malowidło zostało odtworzone w dawnym miejscu[2].